# Eupithecia joymaketa
Eupithecia joymaketa är en fjärilsart som beskrevs av Samuel E. Cassino och Louis W. Swett 1925. Eupithecia joymaketa ingår i släktet Eupithecia och familjen mätare. Inga underarter finns listade i Catalogue of Life.